# الهاوية
الهاوية (بالتركية: Uçurum)‏ هو مسلسل تَم إنتاجه في تركيا وعُرض على قناة أي تي في التركية.

## القصة
تدور أحداث المسلسل حول رجل أعمال ثري يمتلك فندق كبير ويوظف شخصاً مهمته إستقطاب فتيات ونساء يمررن بأوضاع اجتماعية صعبة يتم استغلالهن وإرغامهن على ممارسة الدعارة مع زبائن الفندق. وإن خالفن الأمر يتعرضن للعنف إلا أن الأختان إيفا وفليتشا يقررن الهرب.

## وصلات خارجية
- الهاوية على موقع IMDb (الإنجليزية)
- الهاوية على موقع كينوبويسك (الروسية)
- الهاوية على موقع قاعدة بيانات الفيلم (الإنجليزية)

- على imdb